# Lusitanops
Lusitanops là một chi ốc biển, là động vật thân mềm chân bụng sống ở biển trong họ Conidae.

## Các loài
Các loài thuộc chi Lusitanops bao gồm:
- Lusitanops blanchardi (Dautzenberg & Fischer, 1896)[3]
- Lusitanops bullioides (Sykes, 1906)[4]
- Lusitanops cingulata [5]
- Lusitanops cingulatus Bouchet & Warén, 1980[6]
- Lusitanops expansa (Sars G. O., 1878)[7]
- Lusitanops expansus (Sars G.O., 1878)[8]
- Lusitanops hyaloides (Dautzenberg, 1925)[9]
- Lusitanops lusitanicus (Sykes, 1906)[10][11] - đồng nghĩa: Lusitanops lusitanica (Sykes, 1906)
- Lusitanops macrapex Bouchet & Warén, 1980[12]
- Lusitanops sigmoidea [13]
- Lusitanops sigmoideus Bouchet & Warén, 1980[14]